# Vacsay
L'isola di Vacsay (Gaelico scozzese: Bhacsaidh o Bhacsaigh dal norreno "bakkiey") è una delle isole delle Ebridi Esterne, presso la costa occidentale di Lewis e Harris a West Loch Roag. Grande 41 ettari, il punto più alto del luogo è a quota 34 metri.

## Storia
Come molte delle isole circostanti, Vacsay è inabitata a causa delle Highland Clearances, il sistematico sfratto della popolazione rurale, avvenuto qui nel 1827.
È stata acquistata nel 1993 da Sirdar Baron Iqbal Singh, che attualmente vive a Lesmahagow. Egli ha acquistato il titolo di "Lord di Butley Manor" e desidererebbe inoltre rinominare Vacsay "Isola di Robert Burns", o "Eilean Burns", sebbene Burns non abbia mai visitato le Ebridi Esterne.

## Geografia e geologia
L'isola è costituita da Lewisian ortogneiss.
Vacsay si trova fra le isole di Vuia Mòr e Pabay Mòr, vicino a Great Bernera. Possiede un litorale estremamente complesso, connesso alla bassa marea e alle parecchie isole circostanti come Trathasam e Liacam.